# 하산 피루자바디

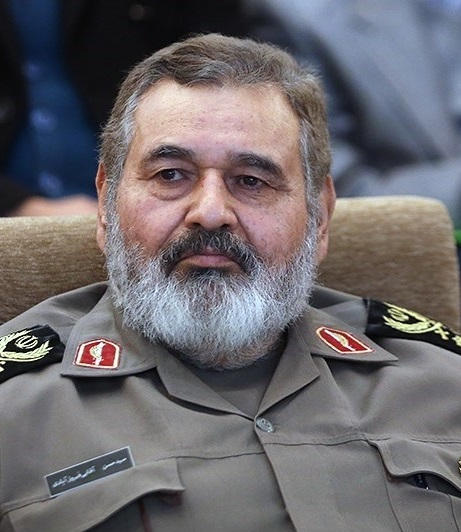
하산 피루자바디

하산 피루자바디(페르시아어: حسن فيروزآبادی, 1951년 2월 3일~2021년 9월 3일)는 이란의 안과 의사이자 군인이다. 이란 마슈하드로 이주한 야즈드 출신의 가정에서 태어났다. 1980년 마슈하드 피르다우시 대학교를 졸업했다. 당시는 이란 혁명 직후였고 이란-이라크 전쟁이 발발했을 땐 공학자로서 참가했다. 1989년 알리 하메네이가 피루자바디를 참모총장으로 임명했다. 그는 군사 전투 경험이 없었지만, 하메네이는 그에게 이란에서는 최고 등급인 소장을 주었다. 그는 2016년까지 참모총장을 지냈다. 2021년 코로나19로 사망했다.